# OTO Melara Modelo 56
El OTO Melara Mod 56 es una pieza de artillería producida por OTO Melara en Italia, inicialmente para su uso por unidades de montaña. Presta servicio desde 1957 en un gran número de ejércitos occidentales. Tiene la ventaja de su ligereza y de poder descomponerse en doce cargas transportables a lomo.

## Historia
El OTO Melara 105 mm Modelo 56 comenzó su vida en la década de 1950 como repuesta a un requerimiento de las brigadas alpinas del Ejército Italiano que necesitaban un obús moderno y ligero que pudiera ser usado por los regimientos de montaña. El hecho de que permaneciera en servicio con esas mismas unidades hasta cincuenta años después de su introducción es testimonio de su idoneidad.  El Modelo 56 cuenta con varias características únicas para un arma de su calibre, incluyendo el ser fácilmente manipulado por sus servidores (debido a su ligereza), y la capacidad de ser usado en fuego directo, por ejemplo como contracarro. Siendo un cañón de montaña, está diseñando para desarmarse en 12 partes de un peso igual o inferior a 122 kg, incluyendo una carga con cuatro disparos, pudiendo transportarse con más facilidad en terrenos abruptos.
Proyectado por el general Salvatori Fuscaldi del Servizio Tecnico d'Artiglieria, el prototipo fue producido por el Arsenale Militare de Nápoles tras la construcción de tres modelos reducidos de 20 mm perfectamente funcionales. Su producción en serie fue encargada a Oto Melara, donde fueron construidas 2600 piezas de las cuales 340 quedaron en el Ejército italiano, dónde equiparon los regimientos de artillería de la 5 brigadas alpinas. En 1958 también equipó una batería en el entonces Centro Militare di Paracadutismo (CMP) que se transformó en 1963 en el 185.º Grupo de artillería paracaidista, al transformarse el CMP en la Brigada Paracaidista Folgore.
Su capacidad de ser descompuesto permite que las secciones sean transportadas en distintos medios, aunque originalmente fueron pensadas para ser porteadas por mulas usando sacos especiales (cada una de las doce mulas debía cargar un peso máximo de 139 kg). También puede ser remolcado por un vehículo ligero como el jeep o Land Rover, y retirando su escudo protector puede ser transportado dentro de un transporte blindado de personal M113. Sin embargo, su especial atractivo para los ejércitos occidentales en los años 1960 fue que su ligero peso permitía transportarlo por helicóptero listo para combate. Así hicieron por ejemplo los ingleses en Borneo, transportándolos mediante helicóptero a puestos avanzados en la jungla. Este hecho lo hizo popular entre las unidades de artillería ligera de muchos países así como para los cuerpos más especializados de artillería de montaña, anfibios y tropas aerotransportadas. El obús Modelo 56 ha servido en más de 30 países alrededor del mundo. Paracaidistas, Infantería de Marina, tropas de montaña y unidades similares fueron sus usuarios. La creciente utilización del helicóptero hizo que los ingleses crearan para sustituirlo un diseño de obús ligero helitransportable que mejorara sus prestaciones.
Otra ventaja del arma es que puede ser ensamblada en cuatro minutos y desensamblada en tres minutos. La aparición de morteros pesados de 120 mm que pueden entrar y salir de posición de disparo rápidamente han desplazado en algunos ejércitos a los M-56.
Su ligero peso también cuenta con algunas desventajas como su falta de robustez durante operaciones de fuego sostenido. Artilleros de Australia y Nueva Zelanda en Vietnam encontraron el obús inadecuado para su operación continua en condiciones de combate. Las piezas en Vietnam fueron reemplazadas por el más robusto y pesado M101A1 estadounidense después de dos años. Su poca durabilidad también condujo a que fuera transportado en camión por largas distancias fuera de la zona de combate. Otro factor negativo es que ofrece protección limitada al personal que sirve al arma. Los británicos lo usaron en combate en Yemen del Sur y durante la confrontación en Borneo, mientras que los argentinos lo emplearon en la campaña de las Malvinas en 1982. 
Otras piezas fueron producidas para Canadá, México, Reino Unido, Argentina y para otros ejércitos. La artillería argentina lo empleó contra los ingleses durante todas las acciones artilleras de la guerra de las Malvinas, incluyendo los combates de Darwin/Goose Green y la Batalla de Puerto Argentino.  El fabricante chino Norinco ofrece una versión del cañón Modelo 56 y su munición.
Durante su servicio con la Commonwealth esta arma era conocida sencillamente como el "L5 Pack Howitzer". Sin embargo, su limitado alcance y la poca letalidad de su munición condujo a que el Reino Unido iniciara el desarrollo de su reemplazo, el L118 solo dos años después de su entrada en servicio.
El Modelo 56 también llegó a ser parte del equipamiento estándar de la artillería de la Fuerza Móvil del Comando Aliado Europeo (AMF), equipado con baterías provistas por Canadá, Bélgica, Alemania, Italia y Reino Unido, hasta 1975.

## Usuarios
Actuales
- Arabia Saudita
- Argentina
  - Ejército Argentino[7]
  - Armada Argentina
- Bangladés
- Botsuana
- Brasil
- Chile
- Ecuador
- El Salvador
- España
  - Infantería de Marina
  - Ejército de Tierra Ramix-30 Ceuta usada para maniobras y para dar el cañonazo de las 12 del día (mediodía) a diario en la fortaleza del Monte Hacho.
- Filipinas
- Ghana
- Grecia
- Malasia
- México
- Nigeria
- Pakistán
- Perú
- Sudán
- Tailandia
- Ucrania
  - 6 donados por España en 2022.
- Venezuela
- Zambia
- Zimbabue
- Yibuti

Antiguos
- Alemania
- Australia
- Austria
- Canadá
- España
  - Ejército de Tierra
- Francia
- India
- Irak
- Italia
- Nueva Zelanda
- Portugal
- Reino Unido

### Listas relacionadas
- Anexo:Materiales históricos del Ejército de Tierra de España desde la posguerra
- Anexo:Materiales de la Infantería de Marina Española
- Anexo:Equipamiento del Ejército Argentino
- Anexo:Equipamiento de la Armada Argentina